# Военная история Венецианской республики
Краткая история войн Венецианской республики
Военная история Венеции включает в себя период с VIII по XVIII века и характеризуется многообразными военными конфликтами.
726 год. Восстание в Венеции против Византии. Поводом к массовым волнениям послужили иконоборческие указы императора Льва III. Через несколько дней были выдвинуты политические требования о широкой автономии в составе Византийской империи и праве самим назначать правителя области — Дожа. Желая сохранить идущие в казну доходы от второго по значимости порта Империи и не имея ресурсов справиться с хорошо укрепленным и вооруженным регионом, Византия соглашается со всеми выдвинутыми требованиями.
810 год. Франкско-венецианская война (809—810). Пипин, сын Карла Великого, вторгается на побережье, но Венеция отражает его нападение.
840 год. Венецианский флот, состоящий из 60 кораблей, разбит мусульманами из Таранто.
899 год. Венецианцы разбивают венгров, захвативших Читтанову, Альтино и окрестности Тревизо и Падуи.
1000 год. Дож Пьетро II Орсеоло отправляет военную экспедицию против славян Неретвы и одерживает победу в морском сражении у города Задар. Захватывает важные пиратские базы в Курцоле (ныне Корчула) и Лагосте (ныне Ластово). Этим самым Венеция устанавливает свою власть над большей частью Далмации.
1002 год. Победа над средиземноморскими арабами — сарацинами, осаждавшими город Бари.
1062 год. Дож Доменико Контарини отправляет в Далмацию флотилию и захватывает город Задар.
1071-1084 года. Войны с норманнами Роберта Гвискара, захватившими Бари, Амальфи и Салерно. Поражение венецианских войск в битве при Корфу в 1084 году.
1099-1100 года. В первом крестовом походе венецианский флот направляется к Родосу, где побеждает флот пизанцев, являющихся их торговыми конкурентами. После чего, достигнув берегов Иерусалимского королевства, помогают королю взять Хайфу и Яффу.
1105-1108 года. Потеря Венецией Задара и Трогира. Города занимает венгерский король Кальман.
1115-1116 года. Венеция отвоевывает Задар и Шибеник.
1122-1124 года. Военная экспедиция Венеции. Захват Корфу, венецианцы грабят Лесбос, Самос и Родос. В 1123 году наносят поражение египетскому флоту при Аскалоне и на время кладут конец могуществу сарацин в восточной части Средиземного моря. В 1124 году принимают участие в захвате Тира.
1125 год. Венеция захватывает Сплит и Трогир у венгерского короля Иштвана II. Таким образом, республика контролирует весь север Адриатики.
1148 год. Венеция отвоевывает у короля норманнов Рожера II остров Корфу.
1162 год. Республика приходит на помощь папе Александру III в его борьбе против императора Фридриха Барбароссы.
1202-1204 года. Время четвёртого Крестового похода. Венецианские войска совместно с крестоносцами захватывают Задар. Вслед за этим, под руководством дожа Энрико Дандоло, крестоносцы завоевывают Константинополь. После образования Латинской империи, войска стремятся расширить вновь завоеванные территории походом на болгар, который завершился провалом для крестоносцев.
1253-1271 года. Венециано-генуэзские войны. Начало было положено из-за спора по торговым концессиям в Акре (Палестина). Византийский император Михаил VIII Палеолог в 1261 году подписывает соглашение с Генуэзской республикой. Византийцы захватывают Константинополь и предоставляют обширные торговые льготы генуэзцам, Латинская империя рушится. Венецианский флот вступает в войну с генуэзским за торговое влияние.
1294-1299 года. Военные действия между флотами то прекращаются, то продолжаются вновь. В 1294 году венецианцы терпят поражение в морской битве при Ладжаццо, а в 1298 году в битве у острова Корчула в Далмации.
1337-1404 года. Венеция расширяет свои владения, в зону влияния попадают Верона, Падуя, Тревизо.
1354-1355 года. Венеция терпит сокрушительное поражение от генуэзцев в битве при Сапьенце в 1354 году.
1377-1381 года. Война Кьоджи. В 1379 году венецианцы теряют Кьоджу. В июне 1380 года в результате осады отбивают её у генуэзцев. В 1381 году в Турине между Венецианской и Генуэзской республиками подписывается мирный договор.
1386 год. Венеция захватывает Корфу.
1393 год. Венеция присоединяет к своим владениям Лепанто (современный Нафпактос).
1394-1395 года. Республика распространяет своё влияние на Афины и Скутари (Шкодер).
1416 год. Венецианский флот одерживает победу на флотом Османской империи при Галлиполи.
1419-1420 года. Пользуясь тем, что Венгерское королевство истощено стычками с турками, Венеция начинает войну с венгерским королём Жигмондом. В результате войны ей удается захватить Беллуно, Фельтре, Удине, Аквилею, Кадор, Трогир и Сплит.
1420-1426 года. Флоренция и Венеция объединяются и вступают в войну с миланским герцогом Филиппо Мария Висконти. В результате республика получает Брешию, а после подписания в Феррарского мира и Бергамо.
1430 год. Турки захватывают Салоники.
1431-1454 года. Ломбардийская война, или Войны Милана с Флоренцией или Венецией. Ряд столкновений между Миланом и Венецией. Венеция, Флоренция и Болонья заключают союз против миланского герцога Франческо Сфорца, сменившем на этом посту династию Висконти. В 1446 году под влияние Венеции переходит Лоди. После падения Константинополя, в результате заключения мирного договора в Лоди в 1454 года Венеция получает Крема.
1440 год. Битва при Ангиари.
1444 год. В результате морского сражения при Варне венецианский флот терпит крупное поражение от турок.
1453-1479 года. Турецко-венецианская война. В 1453 году турки захватывают Константинополь. В 1458 они овладевают Коринфом. В 1470 году в результате морского сражения при Эвбее венецианский флот терпит крупное поражение от турок и теряет остров.
1482-1484 года. Война за Феррару. В 1484 году Венеция присоединяет Ровиго и Полезине.
1489 год. Венеция получает под своё влияние остров Кипр.
1494-1495 года. Первая итальянская война. Венеция участвует в боевых действиях против Франции в составе коалиции. Коалиция включала в себя Папскую область, Неаполитанское королевство, Миланское герцогство и Священную Римскую империю. В 1495 году происходит битва при Форново, в которой французские войска одерживают тактическую победу. За венецианцами остается стратегическая победа. В результате войны Венеция приобретает Бриндизи, Трани, Отранто.
1499-1500 года. Битвы при Лепанто. В 1499 году происходит первая битва при Лепанто, другое название — битва при Зонкьо. В 1500 году — 2-я битва при Лепанто (битва при Модоне). Турецкий флот наносит поражение венецианскому. Захват турками Лепанто.
1499-1504 года. Вторая итальянская война, или Война против Неаполя. Венецианцы получают Кремону.
1508-1516 года . Война Камбрейской лиги. Венеции отходят Гориция и Триест. 1509 год — битва при Аньяделло, в которой французы наносят поражение венецианским войскам. 1513 год — битва при Ла Мотта, ключевая битва войны в которой венецианцы терпят поражение. 1515 год — битва при Мариньяно, в которой французские и венецианские войска наносят поражение Священной Лиге.
1521-1526 года. Итальянская война 1521 года или Четырёхлетняя война.
1526-1530 года. Война Коньякской лиги.
1538 года. Битва при Превезе. Османская империя наносит поражение объединенному испано-венецианскому флоту.
1571-1573 года. Венеция в результате осады теряет Кипр. В октябре 1571 года происходит 3-я битва при Лепанто, в которой Священная лига в составе Венеции, Испании, Папской области, Неаполитанского королевства, Генуи, Савойи и Мальты наносит сокрушительное поражение турецкому флоту. Тем не менее, заключенный в 1573 году договор с турками подтверждает отказ Венецианской республики от Кипра.
1618 год. Столкновение в Гибралтаре флота Венеции и Испано-Нидерландского флота.
1646-1657 года. Столкновения в Дарданеллах флота Венеции с флотом турок и алжирцев. Венеция выходит победителем из сражений.
1661-1690 года. Столкновения с турецким флотом в Эгейском море. Отмечены сражения у островов Кос и Калимнос, Милос, Лесбос. Венецианцы наносят поражения.
1695-1698 года. Продолжение столкновений с турецким флотом. Инициатива переходит к оттоманам. Сражения у Андроса, Самотраки, Лемноса, Эвбеи заканчиваются не в пользу республики.
1714 год. В декабре 1714 года Турция объявляет войну Венеции. За год с небольшим Османская империя захватывает большую часть Греции и остров Крит.
1717 год. 19 июля — Битва у мыса Матапан. Морское сражение между флотом Османской империи и объединенным флотом Венеции, Португалии, Папской области и Мальты.
1798 год. Захват Венеции австрийско-французскими войсками. Конец Венецианской республики.